# NSB El 12
De El. 12 is een elektrische locomotief bestemd voor het vervoer van ijzererts (Engels: iron ore) van de Norges Statsbaner (NSB).

## Geschiedenis
De locomotieven werden ontwikkeld en gebouwd door Nydqvist & Holm AB (NOHAB) en gebouwd door Motala Verksta AB (MV) en de elektrische installatie gebouwd door Allmänna Svenska Elektriska Aktiebolaget (ASEA)

## Constructie en techniek
De locomotief is opgebouwd uit een stalen frame. De aandrijving vindt plaats met stangen tussen de elektrische motor en de wielen. De locomotief heeft een stuurstand. Deze locomotief kan alleen functioneren met een andere locomotief met stuurstand in de andere richting.

### Nummers
De locomotieven werden door de Norges Statsbaner (NSB) als volgt genummerd:
De twee- of driedelige locomotief had geen vaste samenstelling.
- eerste serie:

2113 – 2118: Een deel van de locomotieven werden in 1990 gesloopt.
De locomotieven 2113 en 2115 zijn onder gebracht in het Malmbanans Vänner te Luleå.
- tweede serie:

2119 – 2120: Deze locomotieven zijn onder gebracht in het Ofotens museum te Narvik.

## Treindiensten
De locomotieven werden door de Norges Statsbaner (NSB) ingezet voor het vervoer van ijzererts (Engels: iron ore) van Kiruna en Gällivare/Malmberget over de spoorlijn naar de haven in Narvik in Noorwegen.